# Прорвемось
«Прорвемось» (назва фестивальної версії стрічки — «Stop revolution») — український бойовик від кінокомпанії «ПРЕ» знятий кінорежисером Іваном Кравчишином. Фільм знятий за фінансової підтримки «5-го каналу» та інформаційної підтримки рекламної агенції «Вавилон». Дії фільму відбувається під-час Помаранчевої революції. Фільм входить до трійки так-званих фільмів "помаранчевої хвилі" до якої входять "Помаранчеве небо", Прорвемось та Оранжлав.
Стрічка вийшла в український прокат 9 березня 2006 року.
Гасло стрічки — «Люди вміють літати».

## Сюжет
Парашутист-спортсмен під псевдо «Заєць» потрапляє до рук ватажка східноукраїнської мафії під псевдо «Дока». Дока — абсолютне зло, підступний лиходій, який здійснює хірургічні досліди над людьми, торгує ядерним пальним та вважає справою свого життя віднайти «еліксир вічності». Рятувати хлопця вирушають його друзі — парашутисти-спортсмени «Дзідзьо», «Гонщик», та «Клоун».
Олексій Вертинський, який грав у фільмі лиходія «Дока», так його охарактеризував: «у „Прорвемось!“ я є гнидою найсправжнісінькою. Нібито рафінований інтелігент, але під його обличчям ховається ще те падло, яке влаштовує пастки головним героям.»

## Виробництво

### Кошторис
Заявлений виробника кошторис стрічки — $1.5 млн доларів США.

### Фільмування
Від самого початку компанія-виробник фільму Пре позиціонувала його як перший народний блокбастер про революцію. Створення першого українського блокбастеру «Прорвемось» датується 27 квітня 2005 року, коли про фільм заявили його автори на «II-му Київському міжнародному кінофорумі Україна-2005», який щорічно організовувала PR-компанія Андрія Різоля «ВАВИЛОН», під час прес-конференції в кінотеатрі «Батерфляй-Ультрамарин». Оскільки фільм позиціонував себе як «народний», було організовано цілу низку «всенародних» кастингів під назвами «Народний актор», «Народний сценарій», «Народний саундтрек» тощо. Загалом, за повідомленнями українських ЗМІ, у кастингах на участь у стрічці взяли участь понад 10 тисяч  (за даними компанії-виробника — 12 тисяч осіб)
Фільмування зайняло 42 знімальних днів, з них 15 було присвячено піротехнічним та іншим трюкам.

### Знімальна група
- Режисер-постановник: Іван Кравчишин[10]
- Оператор-постановник: Анатолій Сахно
- Актори: Олексій Вертинський, Андрій Куренной, Олексій Бондарєв, Віта Смачелюк, Тарас Бобеляк, Олександр Малишев, Мирослав Гай, Олена Агошкова, Ігор Арнаутов, Микола Олійник

### Саундтрек
У стрічці звучать пісні київських гуртів «Вася Club» та «Брати Карамазови», полтавського рок-гурту «АрахнофобіЯ», пирятинського автентичного фольк-колектив «Древо» та інших українських гуртів. У фільмі також звучить електронна музика композитора Ігоря Стецюка та класична-народна музика композитора-бандуриста Романа Гриньківа.
Унизу перелічено всі пісні, що звучали у фільмі.
- Брати Карамазови та фольк-колектив «Древо» — пісня «Місяць» (у записі пісні в ролі «зоряного гостя» взяв участь російський співак Юрій Шевчук із ДДТ).
- АрахнофобіЯ — дві пісні: «Тільки б не війна» та «Є-є-є».
- Вася Club — «Коногон» aka «Шахтарський блюз»
- Фольк-колектив «Древо» — декілька народних пісень в автентичному стилі (полтавська поліфонія).
- Один з героїв фільму (політтехнолог) — кабаре-арія «Вам, народу, однаково» (оригінальна пісня, ніде невиконувана до цього)
- Один з героїв фільму — молодіжна композиція «Погоня» (оригінальна пісня, ніде невиконувана до цього)

## Фестивальна версія фільму «Stop revolution!»
Фільм «Прорвемось» має дві версії: фестивальну версію під назвою «Stop Revolution» та кінотеатральну версію для українського прокату під назвою «Прорвемось», прем'єра якої відбулася в Україні у березні 2006 року. За словами режисера стрічки, Івана Кравчишина, фільм задумувався з самого початку в двох варіантах: перший для показу в Україні, другий — за її межами для кінофестивалів.
За повідомленням PR-компанії Андрія Різоля «ВАВИЛОН», яка просувала стрічку, «Stop Revolution» — повністю перезнята та перемонтована версія фільму «Прорвемось», фактично новий фільм. Сам режисер стрічки ще у лютому 2007 року в розмові з головним редактором видання KINO-КОЛО повідомив, що має нову монтажну версію фільму «Прорвемось», до якої увійшла низка дознятих епізодів, що дозволило «створити практично новий фільм».
Фестивальну версію фільму «Прорвемось» під назвою Stop Revolution було введено до паралельної конкурсної програми «Схід Заходу» 42 Міжнародного кінофестивалю у Карлових Варах, що відбувся з 29 червня по 7 липня 2007 року.

## Реліз
Стрічка вийшла в український прокат 9 березня 2006 року на 30-ти фільмокопіях. На презентації перед прем'єрою фільму побував Петро Порошенко, який зазначив що «ця [кіно]-подія стане визначною для українського кінематографу, і ні Голівуд, ні Мосфільм не навчать нас робити своє кіно».

## Контроверсійності

### Дистанціювання творців від Помаранчевої революції
У одному з інтерв'ю представник кінокомпанії-виробника фільму «Пре» заявив "Не треба нас змішувати з «помаранчевими» фільмами, В жодному з наших прес-релізів ви не знайдете слів «помаранчева революція». Там написано «події осені 2004 року».

## Відгуки кінокритиків
Фільм отримав переважно негативні відгуки від українських кінокритиків. Під час опитування кіно-часописом KINO-КОЛО семи українських кінематографістів щодо їхньої думки про фільми «Помаранчеве небо» та «Прорвемось», жоден з семи кіноекспертів не відгукнувся про фільм «Прорвемось» позитивно.
Негативно відгукнувся про стрічку також кінокритик часопису Києво-Могилянської Академії «Кіно театр» Дмитро Дроздовський. Одним із найбільших вад фільму критик назвав її російськомовність; так, за словами Дроздовського фільм позиціонував себе як «на 100 % український», та якщо вірити режисеру стрічки «Прорвемось» то «в Києві під час Помаранчевої революції абсолютно всі спілкувалися російською.» З ним погодився кінокритик часопису «Телекритика» Роман Горбик, який у своїй рецензії назвав фільм яскравим прикладом мовної шизофренії й так висловився про стрічку:
|  | [...] варто зауважити одну річ, яка значною мірою визначає роздратування, що наростає під час перегляду. За цим фільмом можна ставити клінічні діагнози українському суспільству. “Прорвемось” – область нероздільного панування мовної шизофренії. Всі головні герої – білінгви з тяжінням до російськомовності, причому їхній білінгвізм має яскраво виражений шизофренічний характер: актори повсякчас перескакують з однієї мови на іншу, без жодних на те мотивів. Дві репліки російською – репліка українською. Вершини ця тенденція сягає в дуже сумнівному, як на мене, прийомі: події на екрані коментує внутрішній голос одного з головних героїв. На 90% його репліки російськомовні, але довгі, нав’язливі, рефлексивні й занудні, водночас внутрішні монологи він виголошує стилізованою під легкий суржик українською. (До речі, саме через це на початку фільму виникає важкосприйнятна для глядача подієва плутанина, коли неможливо чітко ідентифікувати, що відбувається, хто з героїв говорить, що, кому і навіщо.) |